# Grand prix scientifique franco-taïwanais
Le Grand prix scientifique franco-taïwanais, appelé aussi prix de la Fondation scientifique franco-taiwanaise est une récompense scientifique décernée par l’Académie des sciences française et le Ministère de la science et la technologie de Taïwan. Le prix, crée en 1999 est doté de 38 200 €, partagé à parts égales entre les lauréats récompense une équipe de chercheurs français et taïwanais ayant contribué ensemble aux recherches scientifiques intéressant les deux régions,.

## Lauréats
- 2024 : Cyril Hanus, chargé de recherche à l'Institut de psychiatrie et neurosciences de Paris et Shang-Te Danny Hsu, chargé de recherche et directeur adjoint de l'Institut de chimie biologique de l'Academia sinica de Taipei[3].
- 2023 : Marcel Filoche, directeur de recherche CNRS à l’Institut Langevin (ESPCI/CNRS) et Yuh-Renn Wu, professeur et « chairman » du Graduate Institute of Photonics and Optoelectronics (National Taiwan University)[4].
- 2022 : Olivier Soppera et Hsiao-Wen Zan[5]
- 2021 : Agnès Ducharne et Min-Hui Lo[6]
- 2020 : Sami Souissi (Université de Lille) et Jiang-Shiou Hwang (Institute of Marine Biology de la National Taiwan Ocean University (en))[7].
- 2019 : François Treussart et Huan-Cheng Chang
- 2018 : Redouane Borsali et Wen-Chang Chen
- 2017 : Suzanne Madden et Francisca Kemper
- 2016 : Jean-Yves Saillard et Chen-Wei Liu
- 2015 : Yia-Chung Chang et Monique Combescot
- 2014 : Shu-Kun Hsu et Jean-Claude Sibuet
- 2013 : Hsien-Kuei Hwang , Olivier Bodini et Cyril Banderier
- 2012 : Sylvie Dufour et Ching-Fong Chang
- 2011 : Marc Thiriet et Tony Wen-Hann Sheu
- 2010 : Patrick Soukiassian et Yeu-Kuang Hwu
- 2009 : Angela Giangrande et Cheng-Ting Chien
- 2008 : Marie-Madeleine Rohmer et Shie-Ming Peng,
- 2007 : Michel Delseny et Yue-Ie Caroline Hsing
- 2006 : Serge Lefrant et Chain-Shu Hsu
- 2005 : Christian Colliex et Cheng-Hsuan Chen
- 2004 : Serge Lallemand et Char-Shine Liu
- 2003 : Patrice Tran Ba Huy
- 2002 : Jean-Pierre Jouannaud et Claude Kirchner
- 2001 : Yuan Tseh Lee
- 2000 : Bertrand Jordan
- 1999 : Jacques Angelier[8]